# John Elkington
John Elkington, né le 23 juin 1949, est un consultant britannique expert dans les questions de responsabilité sociétale des entreprises (RSE) et de développement durable.

## Apports
John Elkington est l'un acteurs-clés du processus d’institutionnalisation du lien entre RSE et développement durable. En 1987, l'année de la publication du rapport Brundtland, il fonde au Royaume-Uni la société de conseil stratégique « SustainAbility ». J. Elkington a d’abord mobilisé l’approche « parties prenantes » et en particulier le dialogue ONG-entreprise pour restaurer la légitimité de certaines grandes entreprises, notamment Shell après la crise de la plate-forme pétrolière Brent-Spar en 1995 [Aggeri et al., 2005].
En 1994, il forge le modèle de la triple bottom line (triple performance en français), directement transposé de l’approche des trois piliers du développement durable, dans un article où il définit le triple gain a win-win-win business strategy for sustainable development. L’influence du World Business Council for Sustainable Development (WBCSD) est très marquée dans sa démarche. En 1997, il développe ce concept de Triple Bottom Line dans l'ouvrage Cannibals with forks: the triple bottom line 21st century, dans lequel il affirme la nécessité d’évaluer les résultats des entreprises en fonction des trois critères : économique, environnemental et social.
Cette représentation du développement durable et de la nécessaire intégration des trois dimensions dans les objectifs des entreprises a été presque immédiatement largement reprise, en Europe, dans tous les discours managériaux et les outils de la RSE ; la coordination nécessaire des politiques économiques, sociales et environnementales qui était à la base du rapport Brundtland, fut symboliquement traduite par SustainAbility en 1995 par « People, Planet, Profit », dans le titre du premier rapport de développement durable de Shell.

## Source
Françoise Quairel, Michel Capron, « Le couplage « responsabilité sociale des entreprises » et « développement durable » : mise en perspective, enjeux et limites », Revue française de socio-économie, 2013/1, n°11, p. 125 à 144, lire en ligne